# За бесконечность Времени
«За бесконечность Времени» — третий и заключительный альбом группы «Многоточие».
Альбом отличается большей близостью к русскому року и трип-хопу. Первоначально планировалось выпустить альбом 27 февраля 2007 года, однако по независящим от Руставели причинам релиз был перенесен на 5 марта.

## Мнение автора о пластинке
Альбом <...> будет очень тяжелым. Если раньше я писал треки для себя и для тех, кто меня окружает, то этот альбом написан только для себя. И для тех, кого я потерял…
— Руставели в интернет-интервью

## Список композиций
Альбом построен по классической схеме группы — «трек-междутема-трек».
Слова и музыка всех песен — написаны Руставели.
| №   | Название                                           | Длительность |
| --- | -------------------------------------------------- | ------------ |
| 1.  | «Интро» (скит)                                     | 0:49         |
| 2.  | «Кольца Спирали»                                   | 3:14         |
| 3.  | «Её слёзы пахнут проявителем» (скит)               | 0:36         |
| 4.  | «Они говорят»                                      | 3:26         |
| 5.  | «Зеркало» (скит)                                   | 1:06         |
| 6.  | «Нас»                                              | 2:47         |
| 7.  | «Я слышу...» (скит)                                | 0:42         |
| 8.  | «В моём городе»                                    | 3:50         |
| 9.  | «Сью» (скит)                                       | 0:13         |
| 10. | «АстаЛаВиста!»                                     | 3:03         |
| 11. | «За бесконечность Времени» (скит)                  | 0:48         |
| 12. | «Истомок» (при уч. MC L.E. и Капус)                | 3:34         |
| 13. | «...навсегда» (скит)                               | 0:35         |
| 14. | «Плач палача» (при уч. Санчес)                     | 2:47         |
| 15. | «Личные вставки» (скит)                            | 0:27         |
| 16. | «Тень»                                             | 3:54         |
| 17. | «Лампочка» (скит)                                  | 0:16         |
| 18. | «Синий дым»                                        | 3:45         |
| 19. | «Перешагнуть» (скит)                               | 1:18         |
| 20. | «Жить!» (при уч. Красное Дерево)                   | 2:58         |
| 21. | «Последний Миг» (скит, памяти К. К.)               | 0:21         |
| 22. | «Горькая» (при уч. Нелегал)                        | 3:04         |
| 23. | «Чёрные Кошки» (скит)                              | 1:44         |
| 24. | «Счастье» (при уч. White Hot Ice и Красное Дерево) | 3:03         |
| 25. | «Оковы» (скит)                                     | 0:30         |
| 26. | «В мире Карикатур» (при уч. MC L.E.)               | 3:32         |
| 27. | «Хип-хоп» (скит)                                   | 1:29         |
| 28. | «Нерв»                                             | 3:19         |
| 29. | «S.O.S.тояние» (скит)                              | 0:39         |
| 30. | «По ту Сторону» (при уч. Трилл)                    | 2:28         |
| 31. | «Ладоши» (скит)                                    | 0:20         |
| 32. | «От тебя...»                                       | 0:39         |
| 33. | «Батарейки» (скит)                                 | 0:36         |
| 34. | «Место»                                            | 2:45         |
| 35. | «А, утро» (скит)                                   | 0:34         |

## Участники записи
Музыка и словаРуставели
ГитарыТюха
Аранжировка и сведениеТюха, FatComplex (Димон, Капус), Руставели
МастерингТюха, Димон
ДизайнТюха, Руставели

## Рецензии
Многоточие и раньше-то не сильно стремилось адаптироваться под традиционный западный формат хип-хопа. Начиная с образа участников группы, совершенно русского – все эти кожаные куртки, туфли, брюки. Ну нормальная такая атрибутика средневзвешенного жителя России. Альбом "За бесконечность времени" ещё сложнее рассматривать как собственно рэп-альбом. Это музыкально-поэтический проект с ощутимым влиянием русского рока и нерусского трип-хопа. От второго здесь мстительно мрачная атмосфера. От первого – музыкальная стилистика и социальная позиция.
— Андрей Никитин (Rap.Ru)
Не уверен, что даже многие поклонники творчества группы смогут по достоинству оценить весь потенциал, заложенный в этом альбоме. И не надо обижаться. Просто посыл, заложенный создателями этого диска, смогут по-настоящему и без преувеличения оценить только те, кто живёт, мыслит, дышит и существует на одном уровне с группой Многоточие. А уровень этот достаточно высок.
— Сергей «Sir G» Курбанов (Банги Хэп) (недоступная ссылка)
На последнем альбоме группа не изменяет однажды избранному курсу. Это оригинальная, крепко сбитая работа, где непостижимым образом перемешаны традиции рэпа, рока и дворовой песни. Вопреки существующей как на Западе, так и в России тенденции “облегчения” смысловой нагрузки современного хип-хопа и утраты им бунтарского статуса, Руставели в своих текстах придерживается проблематики, выбранной им в начале пути. Это тревожащие душу размышления о жизни, судьбе и справедливости, изложенные простым языком соседа по подъезду.
— Российское издание журнала «Billboard»
Корреспондент журнала Rolling Stone Russia Георгий Мхеидзе охарактеризовал альбом как «выдающийся», но отметил, что к рэпу его можно отнести только с натяжкой, определив жанр «доброй половины песен» как «печальный пост-шансон с гитарным перебором».

## Интересные факты
- Песня «Синий Дым» была написана в 1996 году, а «В моём городе» — в 1997.[5]